# Arado E.555
El Arado E.555 fue un proyecto de ala volante de la Alemania Nazi en las postrimerías de la Segunda Guerra Mundial, con motores a reacción que serviría de bombardero de larga distancia contra Estados Unidos. Uno de los probables vectores de la Bomba atómica alemana contra Nueva York o Chicago.

## Descripción
A mediados de diciembre de 1943, en las instalaciones Arado en Landeshut, Silesia, se comenzó a trabajar en una serie de proyectos de ala volante de alta velocidad bajo la dirección de Dr.-Ing. W. Laute. El 20 de abril de 1944 se celebró una nueva reunión en la que se fijaron definitivamente los requerimientos que debía cumplir el bombardero de largo alcance. En el verano de 1944 se elaboraron diversos planes, en su mayoría para un ala volante. A mediados de 1944 Arado propuso en 14 estudios diferentes un bombardero biplaza hasta con 8 reactores. No existen informaciones de que se haya construido un prototipo.

### Exigencias
Las exigencias eran la alta velocidad, una carga de bomba de al menos 4000 kg y más de 5000 km de alcance. El proyecto que mejor podía realizarse era usando un diseño con estructura de ala volante con un perfil laminar de alta velocidad. El número de diseños se elevó a quince, e incluían bombarderos estratégicos, portadores de armas a control remoto y cazas.

### Célula
El Arado Ar E.555-1 fue construido completamente de metal (tanto acero como duraluminio), y era básicamente un ala volante con un corte transversal corto, siendo circular en la proa, donde se ubicó la cabina presurizada. Había dos grandes empenajes verticales y timones que se colocaron a 6,2 m del centro de gravedad del avión. 

### Tren de aterrizaje
El tren de aterrizaje principal consistía en dos trenes en tándem, con ruedas duales, que se retraían hacia adentro en el ala, y en la proa el tren de aterrizaje era de una sola unidad con rueda doble que se retraía en reverso hacia debajo de la carlinga. Un equipo de aterrizaje auxiliar desechable podría usarse para condiciones de sobrecarga. 

### Motores
El empuje debía ser proporcionado por seis motores BMW 003A, localizados sobre la superficie superior del ala. Iban a ser reemplazados por 6 Heinkel He S 011.

### Armamento
El armamento defensivo consistía en dos cañones MK 103 de 30mm ubicados en el dorso cerca de la carlinga, una torreta controlada remotamente armada con dos cañones MG151/20 de 20mm localizada detrás la carlinga y dos cañones a control remoto MG 151/20 20mm en la torrecilla de cola, que era controlada por medio de un periscopio en una estación de control de armas presurizada detrás de la carlinga.

## Evolución
El 22 de diciembre de 1944, ordenaron a Arado que cesara todo el trabajo sobre la serie de E 555, probablemente porque la situación de la guerra iba empeorando y había que concentrar los desarrollos y la producción de aviones en los cazas.

## Diseños
Se propusieron y consideraron varias configuraciones de diseño E.555 diferentes; El objetivo general del equipo Arado para el proyecto era un avión con alta velocidad , largo alcance y capaz de transportar una carga de bomba de cuatro toneladas (4.000 kg). Quizás el más sorprendente fue el E.555 I, un diseño de ala voladora angular de seis motores a reacción con torretas defensivas operadas a distancia . El trijet E.555 VI tenía la envergadura más larga de todas las propuestas con 28,4 m (93 pies) y un alcance (con tanques de combustible suplementarios ) de 7.500 km (4.700 millas). El avión debía ser alimentado con un motor a reacción que no había completado el desarrollo a partir de 1944, el BMW 018 de 34.3 kN (7.700 lbf) de empuje  ; de dos a seis de estos motores en cada uno de los diseños E.555 propuestos.
Todos los proyectos E.555 fueron abandonados, siguiendo una orden del 22 de diciembre de 1944 por el Ministerio del Aire del Reich.
Arado E.555 I
Bombardero de ala voladora de seis motores
Arado E.555 II
Bombardero de ala voladora de cuatro motores
Arado E.555 III
Bombardero de ala voladora bimotor
Arado E.555 IV
Bombardero de ala voladora de tres motores
Arado E.555 VI
Bombardero de ala voladora de tres motores
Arado E.555 VII
Bombardero de ala voladora de tres motores
Arado E.555 VIII
Bombardero de ala voladora de tres motores
Arado E.555 IX
Bombardero de ala voladora de tres motores
Arado E.555 X
Bombardero de ala voladora de tres motores
Arado E.555 XI
Bombardero de cuatro motores

## Modelos
Hay en el mercado un modelo Revell , el #04367 en escala 1/72.

### Listas relacionadas
- Anexo:Proyectos y prototipos de aviones de la Luftwaffe durante la Segunda Guerra Mundial